# Залесье (Прешовский край)
Залесье (словац. Zálesie) — село и одноимённая община в районе Кежмарок Прешовского края Словакии. В письменных источниках начинает упоминаться с 1520 года.

## География
Село расположено в западной части края, в пределах горного массива Спишска-Магура, при автодороге 3111. Абсолютная высота — 687 метров над уровнем моря. Площадь муниципалитета составляет 4,79 км².

## Население
| Год:                | 1994 | 2004    | 2014     | 2024    |
| ------------------- | ---- | ------- | -------- | ------- |
| Количество человек: | 96   | 104     | 87       | 83      |
| Разница:            |      | +8,33 % | −16,34 % | −4,59 % |

По данным последней официальной переписи 2011 года, численность населения Залесья составляла 86 человек.
Национальный состав населения (по данным переписи населения 2011 года):
| Национальность | Численность, человек |
| -------------- | -------------------- |
| словаки        | 77                   |
| не указана     | 7                    |